# 日月五峰図
日月五峰図は、文字通り、日と月と5つの峰を描いた、古代韓国の朝鮮王朝の絵である。大韓民国の1万ウォン札で、世宗大王の後にこれが描かれている。李氏朝鮮時代の大王の屏風に多く使われたという。左側には月、右側には日が昇っている特異な背景に、2筋の瀑布が流れる5つ峰と、一番前に植えられた松から成り立っている。この絵は左右対称形式が特徴で、とても荘厳な感じを与える。日月五岳図や日月崑崙図とも呼ばれるが、日月五峰図と呼ばれることが多い。

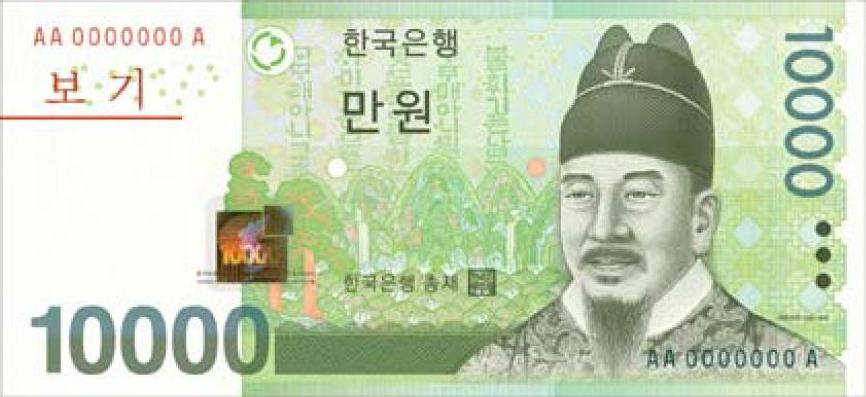
1万ウォン札